# کانتون سان میگل
کانتون سان میگل (به اسپانیایی: Cantón San Miguel) یک منطقهٔ مسکونی در اکوادور است که در استان بولیوار (اکوادور) واقع شده‌است.